# Shigeo Sugimoto
Shigeo Sugimoto (4 dicembre 1926 – 2 aprile 2002) è stato un calciatore giapponese, di ruolo centrocampista.